# Dimos Alexandreia
Dimos Alexandreia (Alexandreia) är en kommun i Grekland.   Den ligger i prefekturen Nomós Imathías och regionen Mellersta Makedonien, i den norra delen av landet, 300 km norr om huvudstaden Aten. Antalet invånare är 42 777.